# Congrès universel d'espéranto de 1925
Pour un article plus général, voir Congrès universel d'espéranto.
Le congrès universel d’espéranto de 1925 est le 17e congrès universel d’espéranto, organisé en août 1925, à Genève en Suisse. 